# The Singing Leaves: A Book of Songs and Spells
The Singing Leaves: A Book of Songs and Spells – tomik wierszy amerykańskiej poetki i dramatopisarki Josephine Preston Peabody, opublikowany w 1903 nakładem Houghton Mifflin Company. Tom dzieli się na cykle Songs and Spells, The Little Past, The Young Things, Others i Epilogue. W zbiorze znalazły się między innymi utwory Dedication, The Cedars, Alms, The Inn, Sins, The Watcher, To Sad-Heart, Song and Need, Here’s April i Music. Liryki te są przeważnie napisane przy użyciu prostych strof, zwłaszcza zwrotki czterowersowej.
The morning was so bright to see,
I thought that he would come.
Though he is far away from me
While I bide on at home.
The morning was so wide, so blue;
The tide ran in to greet: —
It could not be, I knew, I knew.
But O, the wind was sweet!
(The Morning Was So Bright)